# 查理三世 (西法兰克)
查理三世（法語：Charles III le Simple，879年9月17日—929年10月7日），西法蘭克國王（898年－929年在位）。他属于已衰落的加洛林王朝，是国王路易二世的遗腹子。其绰号中文普遍译为糊涂王查理，然而形容查理的这个绰号simple，最早见于10世纪末兰斯的Richer编年史中，本意为 “ 诚实的，坦率的，真诚的，单纯的，热情的”，后来的编年史作者误转述成 “傻的（sot）”或“头脑简单的（simplet）”。

## 生平
查理三世在其同父异母的兄长卡洛曼二世去世时因年幼未能即位，而由東法蘭克國王胖子查理统治法国。胖子查理去世后，查理三世又被排除于王位继承人之外。罗贝尔王室的巴黎伯爵厄德继承国王的权力，而一小部分有势力的贵族在893年宣布查理才是合法的法国国王。然而直到898年厄德去世后，查理三世的王位才被大多数诸侯承认。
北欧海盗对西法蘭克的侵袭已有很长一段时间，他们在诺曼底建立一个小型殖民地。为安抚这支危险的力量，查理三世于911年授予北欧人首领羅洛以公爵称号。在罗洛的封地上最终出现强大的诺曼底公国。同年查理三世趁東法蘭克王國的最後一個加洛林家族的國王孩童路易死去陷于内讧之机，把洛塔林吉亚并入西法蘭克。
920年，西法蘭克贵族在苏瓦松集会，宣布取消对查理三世的效忠宣誓。922年诸侯们推举卡佩家族的法兰西公爵罗贝尔为国王（即罗贝尔一世）。查理三世在苏瓦松战胜罗贝尔一世。然而诸侯们又推举罗贝尔的女婿勃艮第公爵拉乌尔继续与他作对。查理三世在923年的叛乱中被韦尔芒杜瓦伯爵埃贝尔二世俘虏，关押于佩罗讷的城堡中。

## 死亡
在监禁的第6年的929年，10月7日，查理死于佩罗讷的城堡，享年50岁。

## 配偶与子女
查理先后与芙雷德温尼、威塞克斯的埃德吉芙结婚，所有子女中只有路易四世当上了国王。

## 备注
1. ↑  罗贝尔阵亡。

| 夏尔三世加洛林王朝出生于：879年9月17日逝世於：929年10月7日 | 夏尔三世加洛林王朝出生于：879年9月17日逝世於：929年10月7日 | 夏尔三世加洛林王朝出生于：879年9月17日逝世於：929年10月7日 |
| 統治者頭銜                                                 | 統治者頭銜                                                 | 統治者頭銜                                                 |
| ---------------------------------------------------------- | ---------------------------------------------------------- | ---------------------------------------------------------- |
| 前任者： 巴黎的厄德                                        | 西法蘭克國王 898年1月1日—922年6月30日                      | 繼任者： 罗贝尔一世                                        |